# ألان ديمبسي
ألان ديمبسي (بالإنجليزية: Allan Dempsie)‏ هو لاعب كرة قدم بريطاني في مركز الدفاع، ولد في 5 نوفمبر 1982 في بلزهيل ‏ في المملكة المتحدة. لعب مع نادي آير يونايتد ونادي ألبيون روفرز ونادي هيبرنيان.

## وصلات خارجية
- ألان ديمبسي على موقع قاعدة بيانات كرة القدم.إي يو (الإنجليزية)
- ألان ديمبسي على موقع Soccerbase.com (لاعب) (الإنجليزية)